# Margareta Juliana Wrangel
Margareta Juliana Wrangel, född 1642, död 1701, var en svensk grevinna, fideikommisstiftare och arvtagare till Skoklosters slott. 
Hon var dotter till Carl Gustaf Wrangel och Anna Margareta von Haugwitz. 
1660 gifte sig Margareta Juliana Wrangel med Nils Brahe den yngre. Tillsammans fick de två söner, Per Carl Brahe (1664–1679) och Abraham Nilsson Brahe (1669–1728). 
Eftersom samtliga av Carl Gustaf Wrangels söner avled före föräldrarna var det Margareta Juliana Wrangel, parets äldsta dotter, som fick ärva stamsätet Skoklosters slott när fadern dog 1676. 
I den reduktion som kung Karl XI beslutade om i 1680 års riksdag krävde kronan in merparten av adelns rikedomar. Denna reduktion liksom övriga reduktioner under Karl XI drabbade Nils Brahe den yngre hårt men Skoklosters slott räddades tack vare att slottet var Margareta Juliana Wrangels egendom. Hon såg till att slottet och dess inventarier blev ett fideikommiss efter makens död 1699. Att fideikommisset i Skoklosters slotts fall inbegrep även inventarier blev av stor betydelse för slottets historiska värde. 
Yngste sonen Abraham Brahe blev Skoklosters förste fideikommissarie 1701. Äldste sonen Per Carl Brahe drunknade under sin studietid vid Uppsala universitet vid färjeläget Flottsund. 